# حواصیل شکم‌حنایی
حواصیل شکم‌حنایی (نام علمی: Ardeola rufiventris) نام یک گونه از سرده حواصیل برکه‌نشین است.